# Grzegrzółki (gromada)
Grzegrzółki – dawna gromada, czyli najmniejsza jednostka podziału terytorialnego Polskiej Rzeczypospolitej Ludowej w latach 1954–1972.
Gromady, z gromadzkimi radami narodowymi (GRN) jako organami władzy najniższego stopnia na wsi, funkcjonowały od reformy reorganizującej administrację wiejską przeprowadzonej jesienią 1954 do momentu ich zniesienia z dniem 1 stycznia 1973, tym samym wypierając organizację gminną w latach 1954–1972.
Gromadę Grzegrzółki z siedzibą GRN w Grzegrzółkach utworzono – jako jedną z 8759 gromad na obszarze Polski – w powiecie szczycieńskim w woj. olsztyńskim na mocy uchwały nr 27 WRN w Olsztynie z dnia 4 października 1954. W skład jednostki weszły obszary dotychczasowych gromad Grzegrzółki, Elganowo i Siedliska ze zniesionej gminy Pasym oraz miejscowości Długopole, Rusek, Rusek Mały, Rusek Wielki i Jeglijak z dotychczasowej gromady Rusek Wielki ze zniesionej gminy Dźwierzuty w tymże powiecie. Dla gromady ustalono 10 członków gromadzkiej rady narodowej.
Gromadę zniesiono 1 stycznia 1958, a jej obszar włączono do gromad: Dźwierzuty (wsie Rusek Mały i Rusek Wielki, kolonię Rusek oraz osadę Długopole) i Pasym (wsie Elganowo, Łysa Góra, Stary Folwark, Strzelnik, Grzegrzółki i Siedliska) w tymże powiecie.